# Evansolidia massa
Evansolidia massa är en insektsart som beskrevs av Nielson 1988. Evansolidia massa ingår i släktet Evansolidia och familjen dvärgstritar. Inga underarter finns listade i Catalogue of Life.